# Truman Reservoir

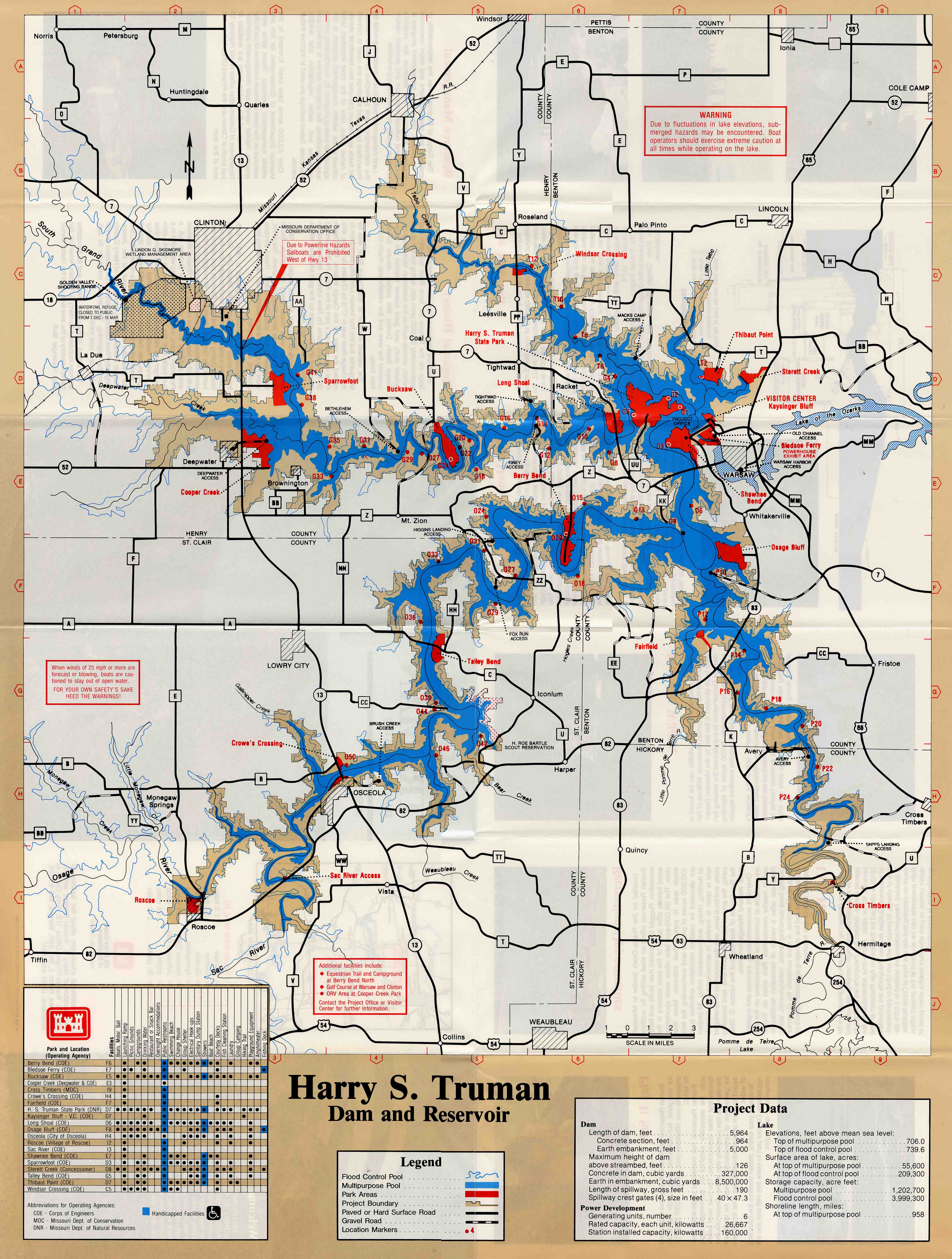
Karte und Broschüre mit dem Umriss des Stausees

Das Harry S. Truman Reservoir (auch Truman Lake) liegt im US-amerikanischen Bundesstaat Missouri. 
Es ist der größte künstliche See in Missouri. Er liegt zwischen Clinton und Warsaw, am Osage River und erstreckt sich nach Süden bis Osceola. Das Absperrbauwerk steht im Benton County, aber der Stausee dehnt sich bis in Teile der Kreise Henry, St. Clair, und Hickory aus.
Der Damm besteht aus einer 294 m langen Betonmauer und einem 1525 m langen Erddamm. Die Hochwasserentlastung ist 58 m lang und hat vier Abschnitte. 

## Geschichte
Das U.S. Army Corps of Engineers baute und betreibt die Talsperre. Sein Hauptzweck ist Hochwasserschutz. Weitere Zwecke sind Stromerzeugung, Erholung, und die Tier- und Pflanzenwelt.
Ursprünglich hieß das Projekt Kaysinger Bluff Dam and Reservoir, als der Bau 1954 genehmigt wurde, und er begann im August 1964. Es wurde 1970 vom Kongress der Vereinigten Staaten in Harry S. Truman Dam and Reservoir umbenannt, zu Ehren des aus Missouri stammenden früheren Präsidenten Harry S. Truman. Die Bauarbeiten wurden 1979 abgeschlossen. Der Name Kaysinger bezieht sich auf den Steilhang gleich nördlich der Stelle, an der der Damm gebaut wurde. Die Klippe, eine populare Landmarke direkt vor dem Damm, überragt den Zusammenfluss der Flüsse South Grand River, Tebo Creek und Osage River. Das Besucherzentrum steht auf dieser Klippe. 
Das Truman-Projekt erforderte viele Jahre der Planung, Landerwerb, Enteignungen, den Bau neuer Brücken und den Abriss alter Brücken. Verschiedene Straßen, Städte, und Friedhöfe mussten umgesiedelt werden. Das erste abgeschlossene Bauprojekt war die Umlegung der Route 13 auf eine Höhe über dem maximalen Stauseeniveau. 
Der Stausee erforderte die Schließung der Eisenbahnlinie St. Louis – San Francisco Railway (Frisco Railroad) "Highline". Steigende Wasserspiegel durchtrennten die Eisenbahnlinie bei Osceola und Deepwater und die Bahn wollte nicht Millionen für eine Verlegung der wenig benutzten Strecke ausgeben. Die Missouri-Kansas-Texas Railroad verlegte ihre Hauptstrecke zwischen La Due und Clinton; dabei wurden fünf Meilen neue Spur und eine Kombination aus Causeway und Brücke über den See gebaut.

## Besucherzentrum
Im Besucherzentrum Harry S. Truman Regional Visitor Center gibt es Ausstellungen über die Kultur- und Naturgeschichte des Truman-Sees, die Umweltaktivitäten, den Bau des Dammes, den Betrieb des Kraftwerks, und das US Army Corps of Engineers. In einem Raum mit 67 Plätzen werden Filme über die Tier- und Pflanzenwelt, Geschichte und die Sicherheit auf dem Wasser gezeigt. Von der Aussichtsterrasse aus kann man auf den Stausee blicken, auf das Absperrbauwerk und auf Teile des Lake of the Ozarks.